# トイデジカメ
トイデジカメとは、トイカメラとデジタルカメラの機能を持ち合わせたカメラ装置である。略称としてトイデジと呼ばれることもある。トイデジカメの確固とした定義は存在しないが、一般的に低価格で写りに強いクセを持つ製品を指すことが多い。
トミー（現：タカラトミー）「Mexia」（1999年10月16日発売）や高木産業（現：パーパス）「PDC-35」（1999年11月25日発売）を皮切りに、2000年〜2001年頃にかけて有効画素数30万画素程度、実売価格1万円前後のデジタルカメラが玩具メーカーを中心に発売されブームとなった。その後カメラ付き携帯電話の普及とともにブームは沈静化したが、デザイン性の高いものを中心にジャンルとして定着した。
共通する性質として、ピントがあまい、接写に弱い、色調が独特、シャッター時にタイムラグが生じるなどの点が挙げられる。機種によりその特徴は様々だが、液晶画面がないものやフラッシュ機能のないもの、高画質（500万画素程度）であっても写りが曖昧なものもある。近年（2016年現在）では携帯電話に搭載されたカメラの性能向上によりジャンルそのものが衰退しつつある。

## 主な機種
- Vista Quest
  - VQ500
  - VQ1005 … 2006年製造版と2008年製造版が存在
  - VQ1015
  - VQ2000
  - VQ3007
  - VQ5010
  - VQ5090
  - VQ7024
  - VQ7220
  - VQ8950
- Kenko
  - DSC mini
- Polaroid
  - a520
  - a530
  - a550
- Vivitar
  - ViviCam 5050
  - ViviCam 5399
  - ViviCam 8027
- トミー
  - Xiaostyle
- タカラトミー
  - Xiao
- ローライ
  - Rolleiflex MiniDigi
  - Rolleiflex MiniDigi AF5.0
- AGFA
  - SENSOR 505-D
  - SENSOR 505-X
  - SENSOR 830s
  - DC-630i
  - DC-1033s
- SuperHeadz
  - DIGITAL HARINEZUMI
  - DIGITAL HARINEZUMI CHINONバージョン
  - DIGITAL HARINEZUMI 2
  - DIGITAL HARINEZUMI 2++
  - DIGITAL HARINEZUMI 2 CHINONバージョン
  - DIGITAL HARINEZUMI 2+++
  - DIGITAL HARINEZUMI guru - Final 2011 Special Edition -
  - DIGITAL HARINEZUMI 3.0
  - DIGITAL HARINEZUMI 1st Reborn
  - DIGITAL HARINEZUMI 4.0
- GIZMON
  - GIZMONレインボーフィッシュ
  - GIZMON HALF D
- エグゼモード
  - POCKET DIGITAL CAMERA SQ28m
  - POCKET DIGITAL CAMERA SQ30m
- NeinGrenze
  - NeinGrenze 5000T
- FUUVI
  - ビスケットカメラ
  - チョコレートカメラ
  - Loveトイカメラ Vol.2 "バニラ" ビスケット付
  - bean
  - PICK
  - Bee トイデジタル8mmムービー
  - メガネカメラ
- クロスワン
  - USBトイカメラ（32GB）
  - PetEye（愛犬用）
  - キッズカメラDC300T
  - キッズカメラX3000
  - キッズカメラRYO
- レットスパイス
  - LT-DCBP102 トイデジカメ
  - LT-DCBP103 トイデジカメ ラウンド
  - LT-DCBP105 コンパクトデジタルカメラ
- グリーンハウス
  - GH-TCAM30シリーズ 発売：2010年4月 - 販売終了：2011年9月
  - GH-TCAM30Pシリーズ 発売：2011年8月 -
  - GH-TCAM30Cシリーズ 発売：2010年12月 -